# Amigos con dinero
Amigos con dinero es una película estadounidense de 2006 dirigida por Nicole Holofcener.

## Argumento
La larga amistad de cuatro mujeres de Los Ángeles, está cada vez más amenazada por sus crecientes diferencias económicas. Las tres amigas casadas con dinero, Frannie, Jane y Christine, comparten su preocupación por la soltera Olivia, quien parece incapaz de ganarse la vida por sí sola o mantener una relación de pareja estable. Su examen de grupo sobre la falta de opciones de Olivia magnifica sus propias dudas sobre los matrimonios y las carreras a las que han dedicado sus vidas. Finalmente, Olivia encontrará satisfacción y estabilidad en un lugar inesperado, pero su felicidad se verá atenuada por la dura realidad de las vidas repentinamente desarmadas de sus mejores amigas.